# IMI No. 10
No. 10 – produkowana przez Israel Military Industries mina przeciwpiechotna bezpośredniego działania. Zawiera minimalną ilość metalu co powoduje, że jest trudna do wykrycia przy pomocy wykrywaczy saperskich. Ustawiana ręcznie, uzbrajana poprzez zdjęcie z zapalnika ochronnego kapturka. Wybuch następuje pod naciskiem 15-35 kg.